# Fabrício (ur. 1974)
Fabrício, właśc. Fabrício Cândido Maia (ur. 8 kwietnia 1974 w Araraquarze) – piłkarz brazylijski występujący na pozycji ofensywnego pomocnika.

## Kariera klubowa
Karierę piłkarską Fabrício rozpoczął w klubie Ferroviária Araraquara w 1992 roku. W 1994 wystąpił z Ferroviárią w rozgrywkach Campeonato Brasileiro Série C, w których klub z Araraquary zajął wysokie 2. miejsce, przegrywając w finale rozrywek z Novorizontino Novo Horizonte. Dobra gra Fabrício szybko została zauważona i na początku 1995 trafił do pierwszoligowego SE Palmeiras. W „Verdão” Fabrício nie zdołał przebić się do podstawowego składu. W późniejszych latach występował jeszcze m.in. w São Caetano i Santo André, karierę kończąc w Catanduvense.

## Kariera reprezentacyjna
Fabrício występował w olimpijskiej reprezentacji Brazylii. W 1995 roku uczestniczył w Igrzyskach Panamerykańskich w Mar del Plata na których Brazylia odpadła w ćwierćfinale. Na turnieju Fabrício wystąpił we wszystkich czterech meczach z Kostaryką, Bermudami, Chile i Hondurasem.

## Źródło
- Profil